# Saint-Étienne-le-Laus
Saint-Étienne-le-Laus is een gemeente in het Franse departement Hautes-Alpes (regio Provence-Alpes-Côte d'Azur) en telt 215 inwoners (1999). De plaats maakt deel uit van het arrondissement Gap.
In Saint-Étienne-le-Laus zouden tussen 1664 en 1718 Mariaverschijningen hebben plaatsgevonden aan de herderin Benoîte Rencurel. De plaats werd daardoor een bedevaartsoord. De verschijningen werden op 4 mei 2008 door Jean-Michel di Falco, de bisschop van Gap, officieel erkend.

## Geografie
De oppervlakte van Saint-Étienne-le-Laus bedraagt 8,9 km², de bevolkingsdichtheid is 24,2 inwoners per km².
De onderstaande kaart toont de ligging van Saint-Étienne-le-Laus met de belangrijkste infrastructuur en aangrenzende gemeenten.

## Demografie
Onderstaande figuur toont het verloop van het inwonertal (bron: INSEE-tellingen).
Vanwege een beveiligingsprobleem met de MediaWiki Graph-software is het momenteel niet mogelijk deze grafiek weer te geven. Zodra de software is bijgewerkt zal de grafiek vanzelf weer zichtbaar worden.